# Hypsipetes crassirostris
Hypsipetes crassirostris е вид птица от семейство Pycnonotidae.

## Разпространение
Видът е разпространен в Сейшелите.